# Bataille de Coruscant
Guerre des clones
Batailles
- Géonosis I
- Géonosis II
- Coruscant
- Ordre 66

La bataille de Coruscant se déroule dans l'univers fictif Star Wars. Elle oppose la République galactique à la Confédération des systèmes indépendants (CSI) autour de l'œcuménopole Coruscant.
Les forces séparatistes attaquent Coruscant et enlèvent le chancelier suprême Palpatine qui est emmené sur la Main Invisible, le vaisseau-amiral de leur flotte. Les chevaliers Jedi Obi-Wan Kenobi et Anakin Skywalker ont pour mission de le libérer. Ils sont épaulés par une grande partie de la flotte de la République. Les deux Jedi profitent des combats pour s'introduire à bord de la Main Invisible. Ils y retrouvent rapidement le Chancelier. Celui-ci est cependant gardé par un seigneur Sith, le Comte Dooku. Ils se lancent dans un duel au cours duquel Obi-Wan perd connaissance. Anakin parvient à prendre le dessus, et sur les ordres de Palpatine, il exécute Dooku. Lors de leur tentative d'évasion, ils se font capturer par le général Grievous mais il finit par prendre la fuite, les deux Jedi étant plus puissant que lui. Abimé par les combats, la Main Invisible chute vers la planète où Anakin réussit à faire atterrir un morceau sur une piste.
Pour la République, cette bataille est une victoire. La mission d'Anakin Skywalker et Obi-Wan Kenobi est un succès, le chancelier suprême Palpatine est libéré. Le Comte Dooku, le dirigeant de la Confédération des systèmes indépendants est tué, le général Grievous prend la succession. Palpatine, alias Dark Sidious, se retrouve dès lors sans apprenti.
La bataille de Coruscant est visible dans le film La Revanche des Sith. Elle est en grande partie créée grâce à des effets spéciaux numériques.
En plus du film, elle est représentée dans les mises en roman du film dans lequel elle apparaît, ainsi que dans plusieurs romans, jeux vidéo et bandes dessinées.

## Prélude
Des campagnes de grande ampleur, les « sièges de la Bordure extérieure » mobilisent des millions de vaisseaux de la Confédération des systèmes indépendants à travers toute la Bordure extérieure face aux flottes de la République galactique. Dirigé par le général Grievous, la Main Invisible, vaisseau amiral séparatiste, guide quelques cuirassés et des centaines de destroyers et de frégates vers Coruscant pour une attaque éclair,.
En parallèle de l'attaque, qui sert de diversion, le général Grievous d'enlever le chancelier suprême Palpatine, alors réfugié dans le bunker de la chancellerie. Ce plan séparatiste a pour objectif d'amener la guerre à se terminer le plus rapidement possible en faveur de la CSI.
Grievous sélectionne une dizaine de ses MagnaGardes pour l'opération. Des canonnières droïdes couvrent la discrète tentative d'enlèvement. Pendant ce temps, la flotte séparatiste attend en orbite. Cependant, la République riposte face aux vaisseaux de la CSI avec une flotte composée de milliers de vaisseaux. Une féroce bataille en orbite de Coruscant s'engage.

## Déroulement
Le haut conseil Jedi décide que la meilleure façon de secourir Palpatine est d'effectuer un raid éclair sur le vaisseau amiral de la Confédération des systèmes indépendants, à bord duquel le chancelier est détenu. Les Jedi décident alors d'envoyer deux des leurs pour cette opération : Obi-Wan Kenobi et Anakin Skywalker.
La Main Invisible se défend face à cet assaut en cherchant à se cacher au milieu de la flotte de cuirassés, de destroyers et de frégates séparatistes. Des myriades de chasseurs-vautours, de tri-droïdes et de droïdes buzz protègent le vaisseau séparatiste en s'attaquant aux deux Jedi. Malgré ces précautions, Obi-Wan et Anakin, à bord de leur intercepteur Jedi respectif, s'approchent de leur cible. Les deux Jedi en mission sont alors soutenus par l'escadrille Sept du capitaine clone « Odd Ball » Davijaan,.
Après avoir subi de multiples coups, la Main Invisible s'affaiblit. Ses boucliers déflecteurs sont déjà défaillants, et la coque même du vaisseau est vulnérable dans certaines parties. Ces avaries permettent à Anakin de détruire le bouclier de confinement atmosphérique à l'entrée du hangar, ce qui coupe les défenses de la Main Invisible.
Obi-Wan et Anakin doivent donc délivrer le chancelier Palpatine en s'aventurant dans ce vaisseau fragile. Différentes parties de la Main Invisible se détruisent progressivement, tandis que des zones du vaisseau sont petit à petit inondées de produits toxiques contenus dans le véhicule.
Le chef de la CSI, le comte Dooku, à bord du vaisseau amiral, compte utiliser la situation pour de la propagande qui permettrait de démoraliser les partisans de la République à travers la Galaxie. Pour cela, il souhaite diffuser l'image du chancelier prisonnier, symbole de la victoire séparatiste, dans toute la Galaxie. Toutefois, les deux Jedi arrivent avant que le comte ne mette à exécution son projet.
Un affrontement entre le comte et les Jedi s'engage. Bien que, durant le combat, la gravité artificielle, les champs de tension et les compensateurs inertiels tombent en panne, les trois duellistes continuent de s'échanger des coups. Pendant ce temps, la Main Invisible, trop endommagée, entame une chute vers la planète.
Les Jedi parviennent à sauver le chancelier. Pendant que le vaisseau amiral séparatiste se disloque en chutant vers Coruscant, le général Grievous s'échappe. Afin d'empêcher ses ennemis de faire de même, Grievous largue non seulement la capsule de sauvetage à bord de laquelle il fuit, mais aussi toutes les autres. Ainsi, Grievous survit à la destruction de la Main Invisible en ralliant un autre vaisseau de la flotte séparatiste. Obi-Wan, Anakin et Palpatine se retrouvent à devoir piloter un vaisseau fortement dégradé et à maîtriser un atterrissage forcé sur Galactic City,.
Aidé par les pompiers de Coruscant, qui aspergent la coque en flamme de la Main Invisible, Anakin parvient habilement à faire atterrir le vaisseau. Afin de ne pas aggraver les dégâts déjà causés sur Coruscant, il guide la Main Invisible jusqu'à une plate-forme désaffectée du secteur industriel.

## Bilan
Bien que la bataille se déroule en orbite de la planète et non au sol, l'œcuménopole Galactic City est violemment touchée par les affrontements. En effet, les vaisseaux vaincus dans l'espace s'écrasent sur la ville et y creusent d'importants cratères, ce qui cause à chaque incident une puissante onde de choc qui fait s'effondrer les bâtiments autour des lieux où tombent les épaves. Les conséquences des combats mobilisent de façon continue les pilotes pompiers, afin de secourir les nombreux équipages piégés dans les vaisseaux neutralisés.
La bataille est marquée notamment par la mort du dirigeant officiel de la Confédération des systèmes indépendants, le comte Dooku, un seigneur Sith. En effet, pendant les affrontements à bord de la Main Invisible, Anakin Skywalker décapite Dooku sur ordre du chancelier Palpatine,. Ce dernier, sous son identité secrète « Dark Sidious », est en fait secrètement le maître Sith de Dooku, qui se sent alors trahi par Palpatine peu avant de mourir. En réalité, Palpatine profite de cette bataille pour faire avancer son plan en éliminant Dooku pour pouvoir le remplacer par Anakin au titre d'apprenti.

## Concept et création
La séquence de la bataille de Coruscant dans La Revanche des Sith dure une heure sur les quatre heures de durée initiale du film, mais le produit final ne durant que deux heures et demie, la durée de la bataille est raccourcie. Par exemple, une scène dans laquelle le général Grievous accueille Anakin Skywalker et Obi-Wan Kenobi à bord de la Main Invisible en exécutant la Jedi Shaak Ti est coupée.

## Adaptations
Le jeu vidéo La Revanche des Sith propose une version étendue de la bataille de Coruscant en reprenant pour certains niveaux des scènes coupées pour limiter la durée du film.
Atomic Mass Games ajoute en 2022 un nouveau scénario à son jeu de société X-Wing Miniatures Game. Cet ajout propose la reconstitution de la bataille de Coruscant, pour les dix ans du jeu, qui initialement reproduit la bataille de Yavin,.